# Burton (Michigan)
Burton è un comune degli Stati Uniti d'America situato nella contea di Genesee, nello Stato del Michigan.